# Le Bouchet-Saint-Nicolas
Pour les articles homonymes, voir Le Bouchet.
Le Bouchet-Saint-Nicolas est une commune française située dans le département de la Haute-Loire en région Auvergne-Rhône-Alpes.

## Géographie

### Localisation
Le Bouchet St Nicolas est un village rural isolé du Velay sur le plateau de la Haute-Loire entre Pradelles, les Gorges de l'Allier, le Mont Mézenc et Le Puy en Velay.
La commune du Bouchet-Saint-Nicolas se situe à 25 km par la route du Puy-en-Velay, préfecture du département, et à 19 km de Cussac-sur-Loire.
Elle se trouve dans la zone d'emploi et dans le bassin de vie du Puy-en-Velay.

### Communes limitrophes
Les communes limitrophes sont  Cayres, Landos, Ouides et Saint-Haon.
|            | Cayres                |        |
| Ouides     | Bouchet-Saint-nicolas |        |
| Saint-Haon |                       | Landos |

### Géologie et relief
Le Bouchet-Saint-Nicolas est établi sur le plateau du massif du Devès, le plus grand plateau volcanique de France.
La superficie de la commune est de 19,31 km2 ; son altitude varie de 1 118  à   1 301 mètres. 

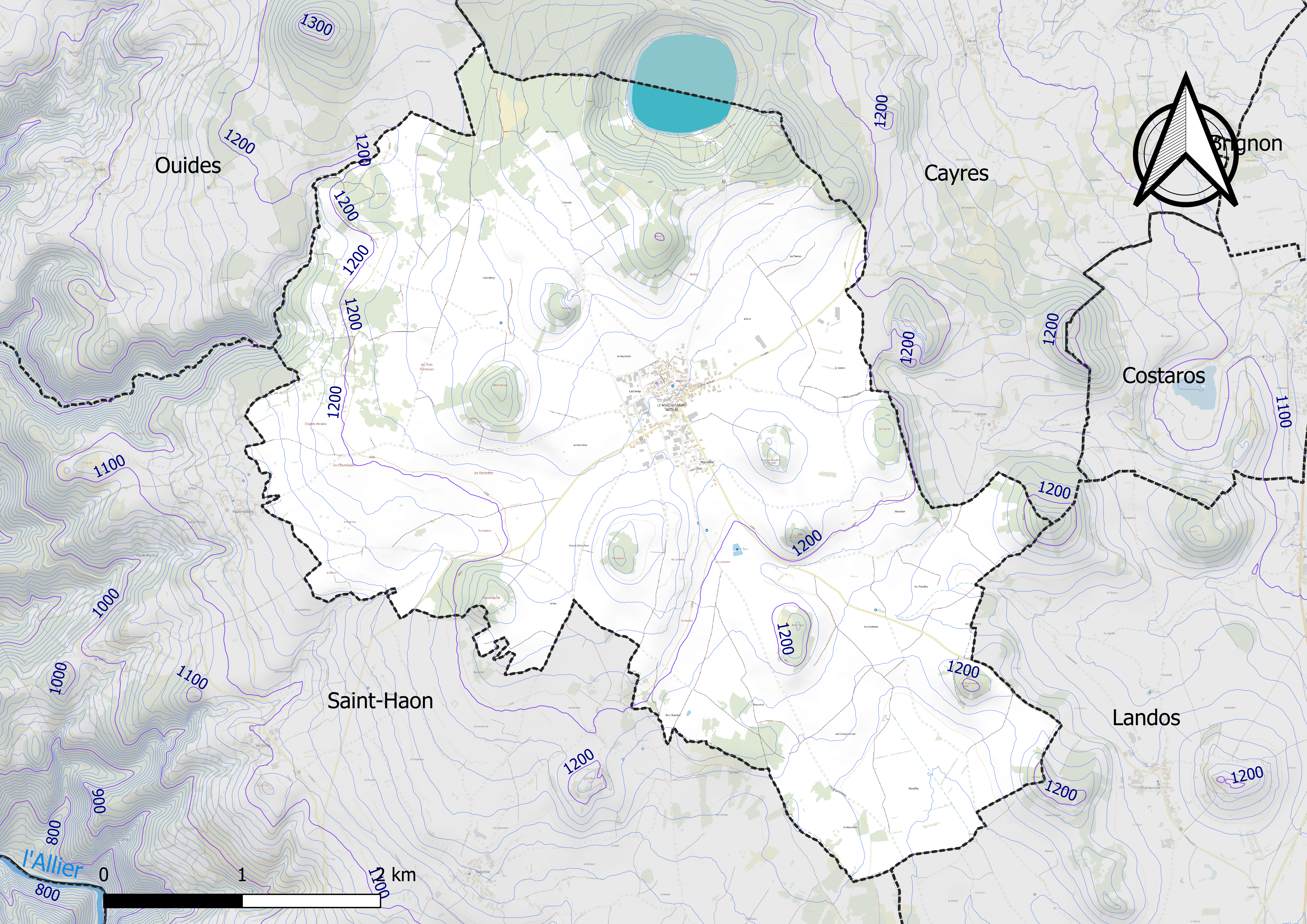
Carte du relief de la commune.

### Hydrographie

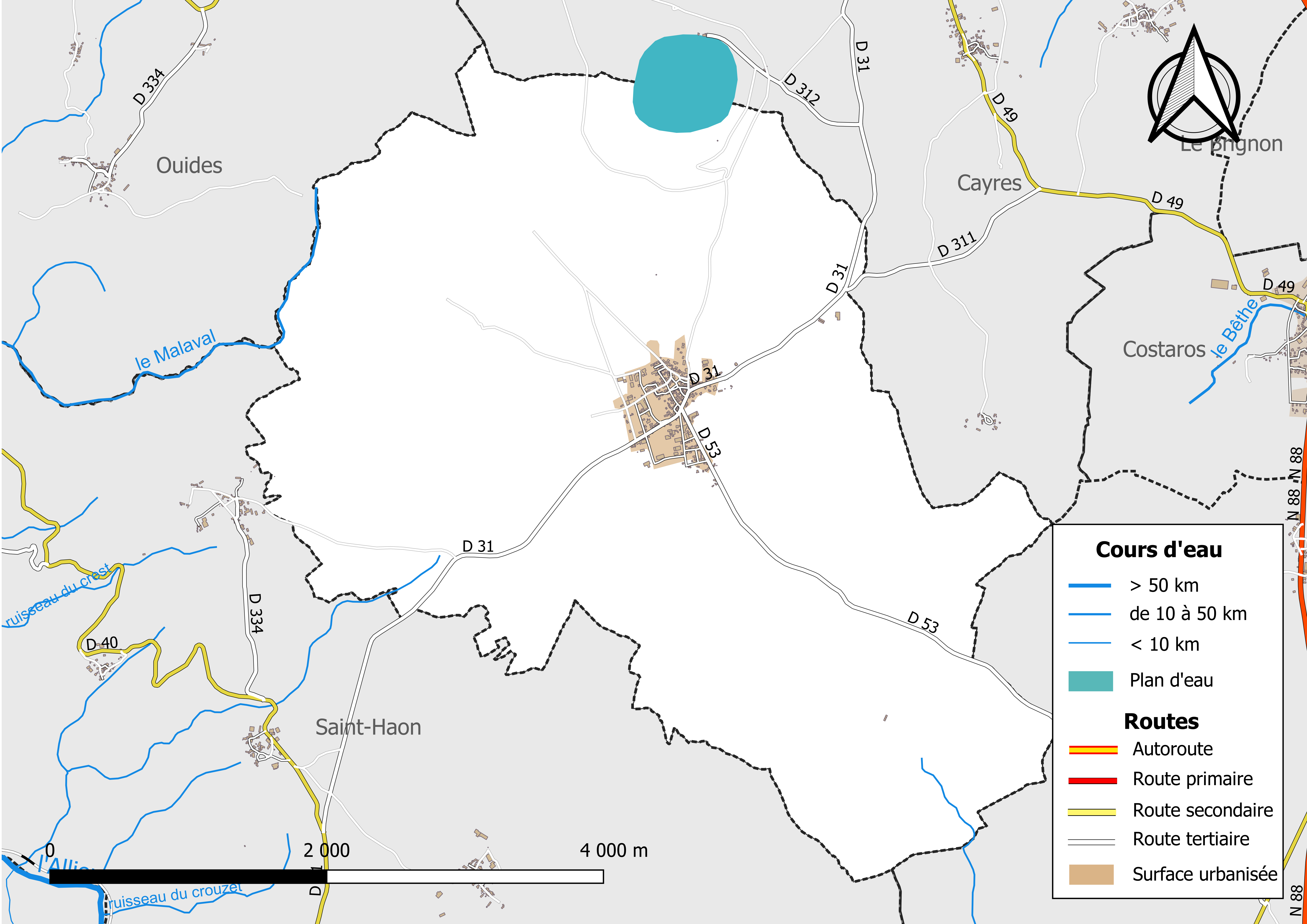
Carte hydrographique et des infrastructures routières de la commune.

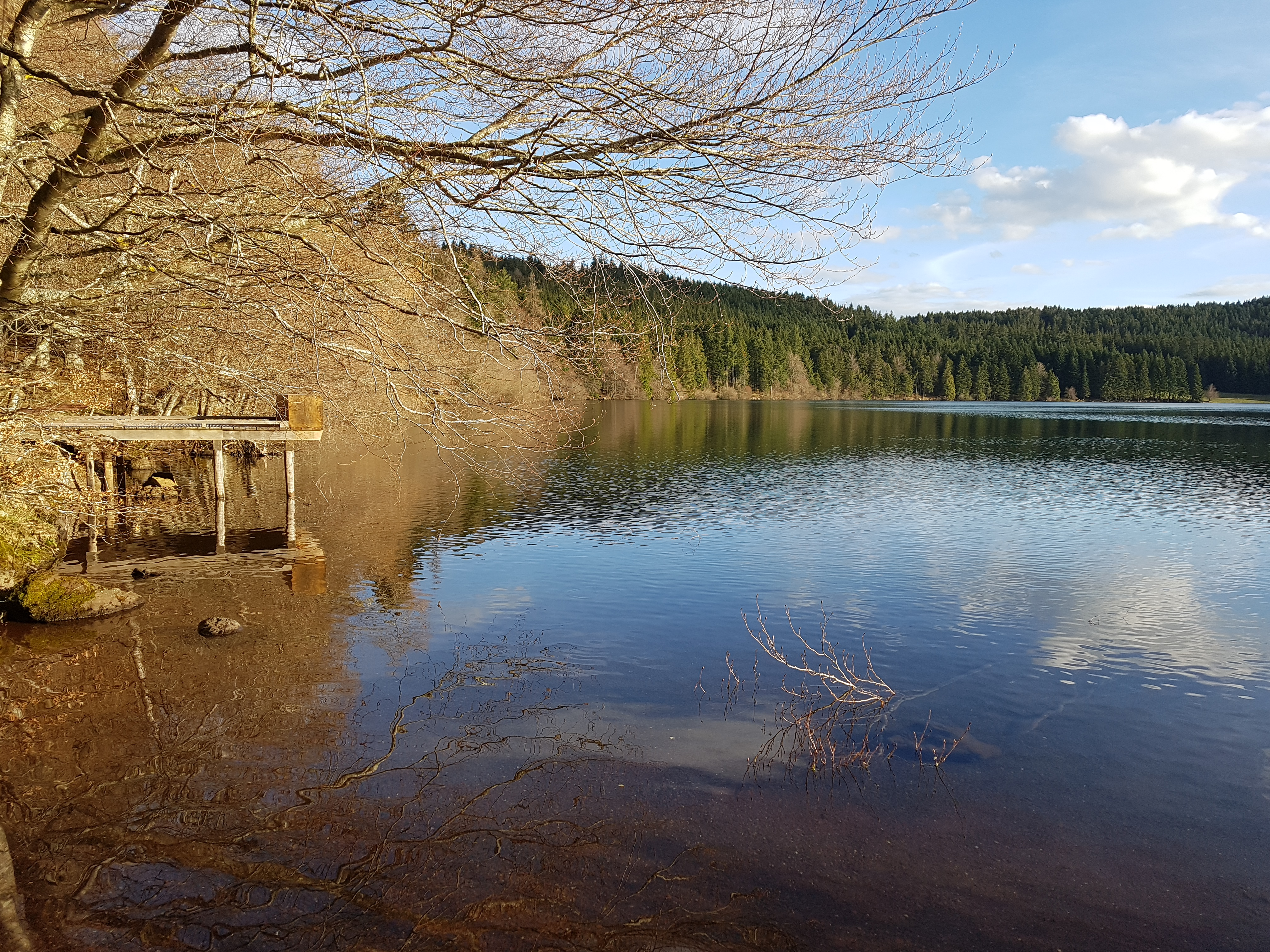
Le lac au début du printemps.

Une partie du lac du Bouchet. se trouve sur la commune. C'est un lac de cratère d’explosion niché dans la forêt domaniale du Bouchet, alimenté par les eaux de pluie, le ruissellement du bassin versant et quelques sources sous-lacustres de faible importance. Le niveau d’eau varie peu (plus ou moins 10 cm en moyenne sur l’année). C'est un lieu privilégié pour les familles, avec une aire de jeux et des espaces de pique-nique
Il  est le site naturel le plus fréquenté de la Haute-Loire.
Le Malaval forme la limite nord-ouest de la commune.

#### Pêche

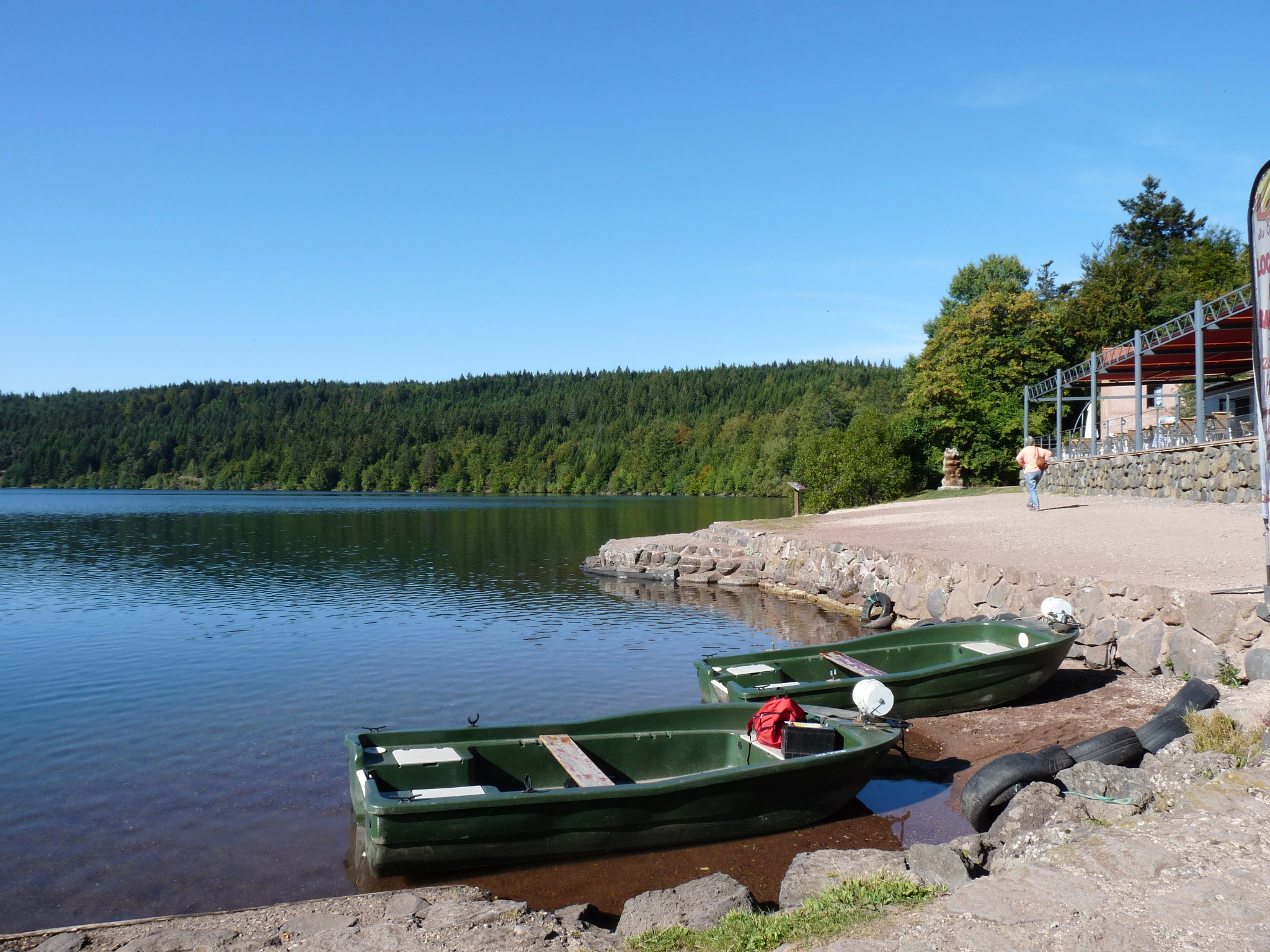
Bateaux de pêche.

Elle se subdivise en pêche grand public du 1er janvier et le 31 août, et pêche sportive qui se pratique entre le 1er septembre et le 31 décembre. Ces deux activités sont gérées par convention avec la Fédération départementale pour la pêche et la Protection des milieux aquatiques.

#### Plongée subaquatique
Elle se pratique sous le contrôle du Club vellave de plongée qui a passé une convention avec le conseil général de la Haute-Loire.

#### Baignade
Elle est surveillée tous les jours à partir de la seconde semaine de juillet jusqu'à la fin août.

### Climat
Pour des articles plus généraux, voir Climat d'Auvergne-Rhône-Alpes et Climat de la Haute-Loire.
En 2010, le climat de la commune est de type climat océanique altéré, selon une étude du Centre national de la recherche scientifique s'appuyant sur une série de données couvrant la période 1971-2000. En 2020, Météo-France publie une typologie des climats de la France métropolitaine dans laquelle la commune est exposée à un climat de montagne ou de marges de montagne et est dans la région climatique Sud-est du Massif Central, caractérisée par une pluviométrie annuelle de 1 000 à 1 500 mm, minimale en été, maximale en automne.
Pour la période 1971-2000, la température annuelle moyenne est de 6,4 °C, avec une amplitude thermique annuelle de 15,3 °C. Le cumul annuel moyen de précipitations est de 824 mm, avec 9,4 jours de précipitations en janvier et 6,9 jours en juillet. Pour la période 1991-2020, la température moyenne annuelle observée sur la station météorologique de Météo-France la plus proche, « Landos-Charbon », sur la commune de Landos à 6 km à vol d'oiseau, est de 7,4 °C et le cumul annuel moyen de précipitations est de 799,0 mm,. Pour l'avenir, les paramètres climatiques de la commune estimés pour 2050 selon différents scénarios d'émission de gaz à effet de serre sont consultables sur un site dédié publié par Météo-France en novembre 2022.

## Urbanisme

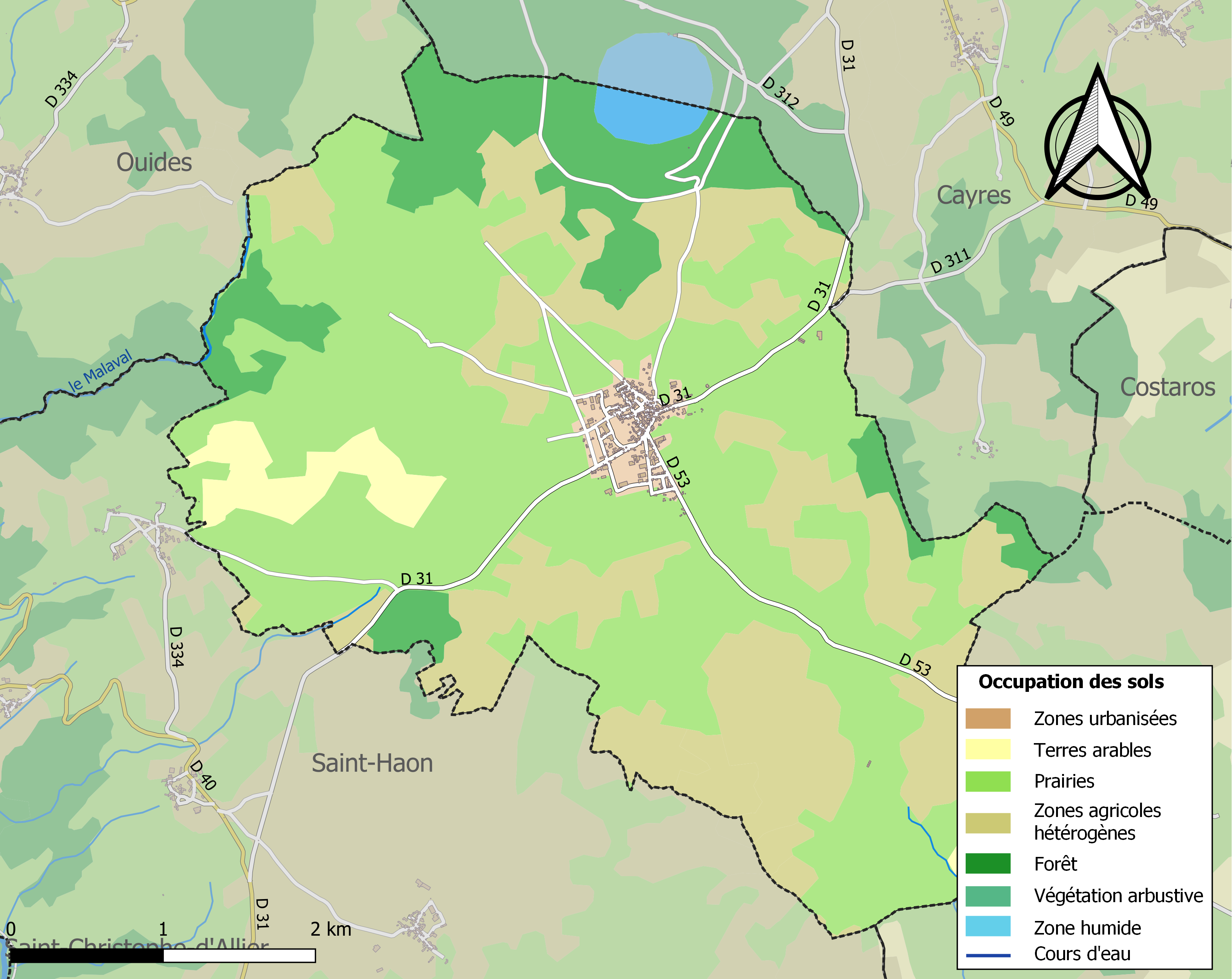
Carte des infrastructures et de l'occupation des sols de la commune en 2018 (CLC).

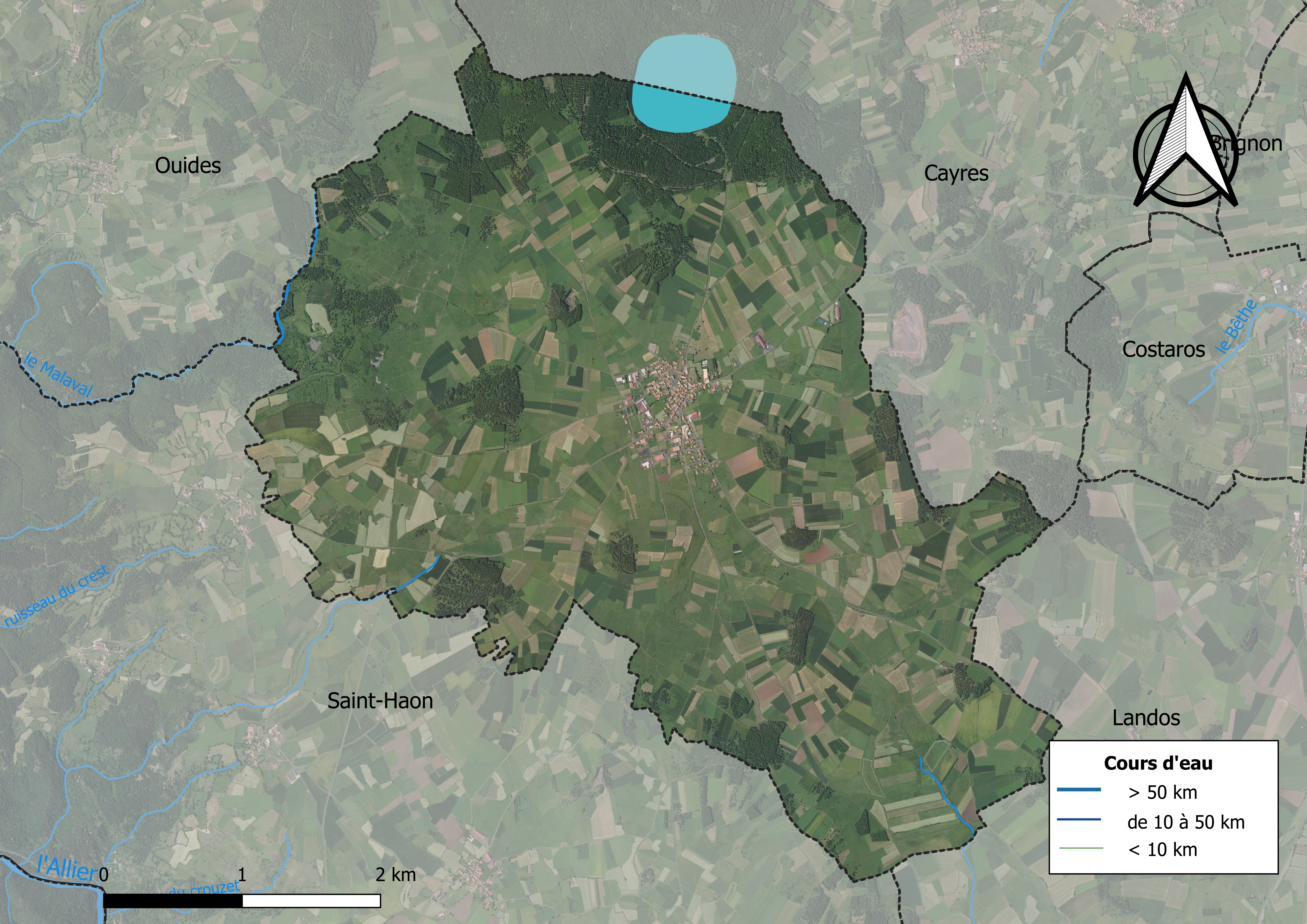
Carte orthophotographique de la commune.

### Typologie
Au 1er janvier 2024, Le Bouchet-Saint-Nicolas est catégorisée commune rurale à habitat dispersé, selon la nouvelle grille communale de densité à sept niveaux définie par l'Insee en 2022.
Elle est située hors unité urbaine et hors attraction des villes,.

### Occupation des sols
L'occupation des sols de la commune, telle qu'elle ressort de la base de données européenne d’occupation biophysique des sols Corine Land Cover (CLC), est marquée par l'importance des territoires agricoles (83,9 % en 2018), une proportion sensiblement équivalente à celle de 1990 (84,5 %). La répartition détaillée en 2018 est la suivante : 
prairies (52,2 %), zones agricoles hétérogènes (28,3 %), forêts (12,9 %), terres arables (3,5 %), zones urbanisées (2,2 %), eaux continentales (1 %). L'évolution de l’occupation des sols de la commune et de ses infrastructures peut être observée sur les différentes représentations cartographiques du territoire : la carte de Cassini (XVIIIe siècle), la carte d'état-major (1820-1866) et les cartes ou photos aériennes de l'IGN pour la période actuelle (1950 à aujourd'hui).

### Habitat et logement
En 2020, le nombre total de logements dans la commune était de 182, alors qu'il était de 194 en 2015 et de 169 en 2010.
Parmi ces logements, 64,8 % étaient des résidences principales, 33,5 % des résidences secondaires et 1,6 % des logements vacants. Ces logements étaient pour 97,3 % d'entre eux des maisons individuelles et pour 2,7 % des appartements.
Le tableau ci-dessous présente la typologie des logements au Le Bouchet-Saint-Nicolas en 2020 en comparaison avec celle de la Haute-Loire et de la France entière. Une caractéristique marquante du parc de logements est ainsi une proportion de résidences secondaires et logements occasionnels (33,5 %) très supérieure à celle du département (16 %) et à celle de la France entière (9,7 %).
| Typologie                                               | Le Bouchet-Saint-Nicolas | Haute-Loire | France entière |
| ------------------------------------------------------- | ------------------------ | ----------- | -------------- |
| Résidences principales (en %)                           | 64,8                     | 71,6        | 82,1           |
| Résidences secondaires et logements occasionnels (en %) | 33,5                     | 16          | 9,7            |
| Logements vacants (en %)                                | 1,6                      | 12,4        | 8,2            |

## Toponymie
Au cours de la période révolutionnaire de la Convention nationale (1792-1795), la commune porte  le nom de Bouchet-le-Lac.

## Histoire

### Antiquité
Une voie antique longeant le massif du Devès dans la continuité de la voie Bolène, arrive au nord la commune[réf. nécessaire].

### Moyen Âge
L'église est construite en 1240, suivant acte passé devant le four du Bouchet en présence d'Audebert de Chabanas, du cellérier de l'église et des moines du prieuré. Une forteresse prieurale est construite. Le seigneur de Rochefort-près-d'Alleyras, le sieur Rencon, donne des bois au prieur abbé pour réparer cette forteresse en 1291[réf. nécessaire].
Le marché du Bouchet est institué le vendredi par lettres patentes du roi Philippe V de Valois (8 novembre 1318)
.

### Temps modernes
Jadis groupée et ramassée autour de son château, la paroisse dépend de la Chaise-Dieu, dont les abbés, à leur avènement, offrent des présents à l'église du Bouchet. Témoin, le cardinal Mazarin qui donne en 1653 un calice en argent, ciboire, chasuble, tableau pour le maître-autel et surtout un magnifique ostensoir[réf. nécessaire].
Durant les guerres de religion, le Cadet de Séneujols, Pierre de La Rodde, sire de Châteauneuf-près-le-Monastier, occupe et pille le château et le fort du Bouchet en 1595. Il s'y retranche jusqu'au 11 décembre 1602 date à laquelle le vicomte de Polignac l'en chasse. Le château repris est rasé.
Le célèbre condottiere (La Rodde) qui, marié le 19 janvier 1586 à Jeanne Arnaud, fait bâtir, cette même année, une église en pierre volcanique en bordure de la place du village, en style roman tardif.

### Révolution française et Empire
L'église est vendue comme bien national. Propriété privée depuis les années 1950, elle existe toujours sans son clocher.

### Époque contemporaine
En 1900, le conseil municipal décide de construire une nouvelle église à l'emplacement du château rasé, car la petite église ne pouvait plus contenir tous les fidèles, la commune s'étant énormément développé. C'est aujourd'hui celle que les fidèles fréquentent[réf. nécessaire].

Tourisme autour du lac dans la première moitié XXe siècle
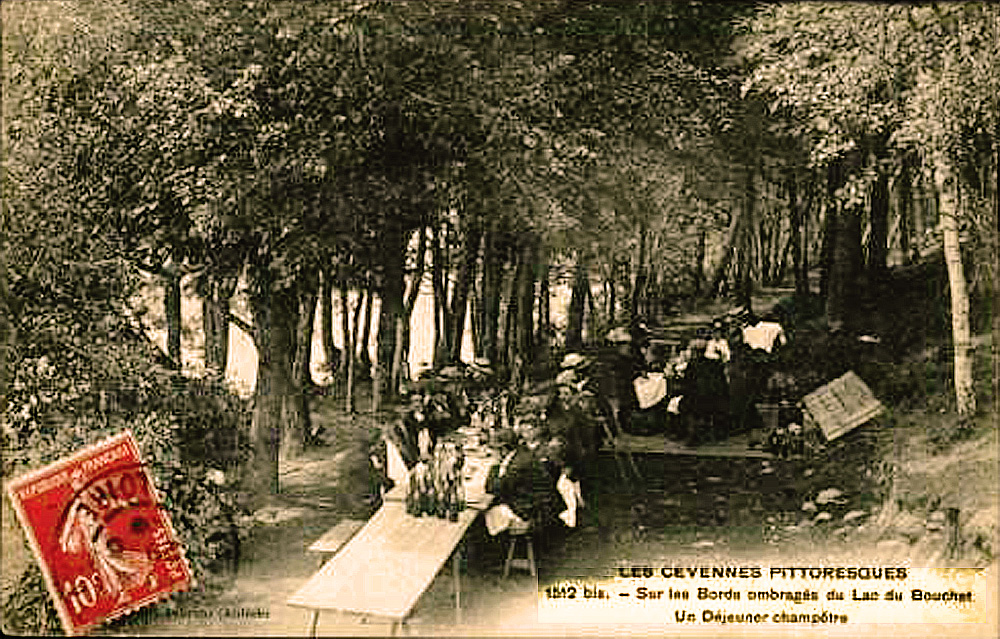
Déjeuner champêtre au bord du lac.
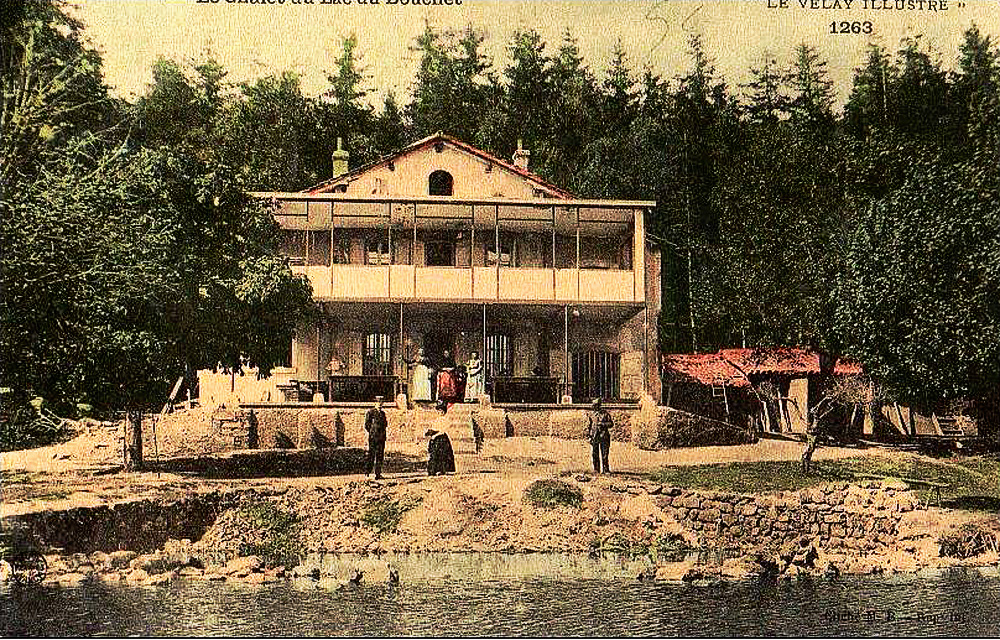
Chalet-restaurant sur les rives du lac.

## Politique et administration

### Rattachements administratifs et électoraux

#### Rattachements administratifs
La commune se trouve dans l'arrondissement du Puy-en-Velay du département de la Haute-Loire.
Elle faisait partie depuis 1793 du canton de Cayres. Dans le cadre du redécoupage cantonal de 2014 en France, cette circonscription administrative territoriale a disparu, et le canton n'est plus qu'une circonscription électorale.

#### Rattachements électoraux
Pour les élections départementales, la commune fait partie depuis 2014 du canton du Velay volcanique
Pour l'élection des députés, elle fait partie de la deuxième circonscription de la Haute-Loire depuis le redécoupage électoral de 1986..

### Intercommunalité
Le Bouchet-Saint-Nicolas est membre de la communauté de communes des Pays de Cayres et de Pradelles, un établissement public de coopération intercommunale (EPCI) à fiscalité propre créé fin 2000 et auquel la commune a transféré un certain nombre de ses compétences, dans les conditions déterminées par le code général des collectivités territoriales.

### Élections municipales et communautaires

#### Élections de 2020
Le conseil municipal du Bouchet-Saint-Nicolas, commune de moins de 1 000 habitants, est élu au scrutin majoritaire plurinominal à deux tours avec candidatures isolées ou groupées et possibilité de panachage. Compte tenu de la population communale, le nombre de sièges à pourvoir lors des élections municipales de 2020 est de 11. Sur les dix-neuf candidats en lice, onze sont élus dès le premier tour, le 15 mars 2020, correspondant à la totalité des sièges à pourvoir, avec un taux de participation de 48,05 %.
Josette Arnaud, maire sortante, est réélue pour un nouveau mandat le 27 mai 2020.
Dans les communes de moins de 1 000 habitants, les conseillers communautaires sont désignés parmi les conseillers municipaux élus en suivant l’ordre du tableau (maire, adjoints puis conseillers municipaux) et dans la limite du nombre de sièges attribués à la commune au sein du conseil communautaire. Deux sièges sont attribués à la commune au sein de la communauté de communes des Pays de Cayres et de Pradelles.

#### Liste des maires
| Période                                  | Période                        | Identité                 | Étiquette | Qualité                                                                                                |
| ---------------------------------------- | ------------------------------ | ------------------------ | --------- | --- |
| Les données manquantes sont à compléter. |                                |                          |           | |
| janvier 1792                             | décembre 1792                  | Jean Itier               |           | |
| décembre 1792                            | mai 1795                       | Jacques Salleyrettes     |           | |
| mai 1795                                 | septembre 1800                 | Jean-Pierre Salleyrettes |           | |
| septembre 1800                           | mai 1808                       | Étienne Noé              |           | |
| mai 1808                                 | décembre 1814                  | André Monteilh           |           | |
| décembre 1814                            | septembre 1818                 | Jean Lac                 |           | |
| septembre 1818                           | août 1824                      | Barthélémy Chauvet       |           | |
| août 1824                                | août 1830                      | Jean-Pierre Salleyrettes |           | |
| août 1830                                | mai 1834                       | Raymond Monteil          |           | |
| mai 1834                                 | décembre 1834                  | Jean-Pierre Breysse      |           | |
| décembre 1834                            | octobre 1840                   | Jean-Pierre Salleyrettes |           | |
| octobre 1840                             | juillet 1842                   | Jean-Pierre Vigouroux    |           | |
| juillet 1842                             | novembre 1846                  | Jean-Mathieu Bonnidat    |           | |
| novembre 1846                            | mai 1848                       | Antoine Benoît           |           | |
| mai 1848                                 | janvier 1849                   | Antoine Messe            |           | |
| janvier 1849                             | décembre 1851                  | Isidore Breysse          |           | |
| décembre 1851                            | décembre 1853                  | Antoine Benoît           |           | |
| janvier 1854                             | septembre 1862                 | Jean-Pierre Arnaud       |           | |
| octobre 1862                             | septembre 1870                 | Jules Boudoul            |           | |
| septembre 1870                           | avril 1875                     | Prosper Messe            |           | |
| juin 1875                                | mai 1878                       | Jules Boudoul            |           | |
| mai 1878                                 | mars 1881                      | Isidore Breisse          |           | |
| mars 1881                                | octobre 1882                   | Dominique Falcon         |           | |
| octobre 1882                             | mai 1884                       | Mathieu Vincens          |           | |
| mai 1884                                 | janvier 1891                   | Isidore Breisse          |           | |
| mars 1891                                | juin 1892                      | Baptiste Vincent         |           | |
| juin 1892                                | mai 1896                       | Jean-Pierre Breysse      |           | |
| mai 1896                                 | mai 1900                       | Victor Bassier           |           | |
| mai 1900                                 | juillet 1906                   | Pierre Eyraud            |           | |
| juillet 1906                             | mai 1912                       | Hippolyte Blanc          |           | |
| mai 1912                                 | décembre 1920                  | Jules Bassier            |           | |
| décembre 1920                            | mai 1925                       | Pierre Robin             |           | |
| mai 1925                                 | mai 1929                       | Régis Matthieu           |           | |
| mai 1929                                 | octobre 1939                   | Jules Bassier            |           | |
| mai 1945                                 | mai 1947                       | Pierre Eyraud            |           | |
| mai 1947                                 | mars 1965                      | Augustin Breysse         |           | |
| mars 1965                                | mars 1977                      | Paul Leyre               |           | |
| mars 1977                                | mars 2001                      | André Marion             |           | |
| mars 2001                                | mars 2023                      | Josette Arnaud           | DVG       | Agricultrice Vice-présidente de la CC des Pays de Cayres et de Pradelles ( ? → 2023) Morte en fonction |
| mai 2023                                 | En cours (au 30 novembre 2023) | Alain Vidal              |           | Agriculteur                                                                                            |

## Population et société

### Démographie

#### Évolution démographique
L'évolution du nombre d'habitants est connue à travers les recensements de la population effectués dans la commune depuis 1793. Pour les communes de moins de 10 000 habitants, une enquête de recensement portant sur toute la population est réalisée tous les cinq ans, les populations de référence des années intermédiaires étant quant à elles estimées par interpolation ou extrapolation. Pour la commune, le premier recensement exhaustif entrant dans le cadre du nouveau dispositif a été réalisé en 2007.

En 2022, la commune comptait 271 habitants, en évolution de −2,17 % par rapport à 2016 (Haute-Loire : +0,36 %, France hors Mayotte : +2,11 %).
| 1793 | 1800 | 1806 | 1821 | 1831 | 1836 | 1841 | 1846 | 1851 |
| ---- | ---- | ---- | ---- | ---- | ---- | ---- | ---- | ---- |
| 815  | 623  | 759  | 764  | 786  | 660  | 725  | 821  | 549  |

| 1856 | 1861 | 1866 | 1872 | 1876 | 1881 | 1886 | 1891 | 1896 |
| ---- | ---- | ---- | ---- | ---- | ---- | ---- | ---- | ---- |
| 544  | 561  | 544  | 553  | 582  | 657  | 652  | 656  | 668  |

| 1901 | 1906 | 1911 | 1921 | 1926 | 1931 | 1936 | 1946 | 1954 |
| ---- | ---- | ---- | ---- | ---- | ---- | ---- | ---- | ---- |
| 640  | 661  | 683  | 640  | 615  | 555  | 517  | 465  | 463  |

| 1962 | 1968 | 1975 | 1982 | 1990 | 1999 | 2006 | 2007 | 2012 |
| ---- | ---- | ---- | ---- | ---- | ---- | ---- | ---- | ---- |
| 449  | 427  | 369  | 301  | 246  | 236  | 239  | 239  | 258  |

| 2017 | 2022 | - | - | - | - | - | - | - |
| ---- | ---- | - | - | - | - | - | - | - |
| 280  | 271  | - | - | - | - | - | - | - |

#### Pyramide des âges
La population de la commune est relativement jeune.
En 2018, le taux de personnes d'un âge inférieur à 30 ans s'élève à 35 %, soit au-dessus de la moyenne départementale (31 %). À l'inverse, le taux de personnes d'âge supérieur à 60 ans est de 28,9 % la même année, alors qu'il est de 31,1 % au niveau départemental.
En 2018, la commune comptait 146 hommes pour 136 femmes, soit un taux de 51,77 % d'hommes, largement supérieur au taux départemental (49,13 %).
Les pyramides des âges de la commune et du département s'établissent comme suit.
| Hommes | Classe d’âge | Femmes |
| ------ | ------------ | ------ |
| 0,0    | 90 ou +      | 1,5    |
| 10,3   | 75-89 ans    | 9,6    |
| 16,6   | 60-74 ans    | 20,0   |
| 22,8   | 45-59 ans    | 19,3   |
| 15,2   | 30-44 ans    | 14,8   |
| 11,0   | 15-29 ans    | 17,0   |
| 24,1   | 0-14 ans     | 17,8   |

| Hommes | Classe d’âge | Femmes |
| ------ | ------------ | ------ |
| 0,9    | 90 ou +      | 2,5    |
| 8,4    | 75-89 ans    | 11,7   |
| 20,4   | 60-74 ans    | 20,5   |
| 21,3   | 45-59 ans    | 20,3   |
| 16,8   | 30-44 ans    | 16,3   |
| 15,2   | 15-29 ans    | 13,2   |
| 17     | 0-14 ans     | 15,6   |

## Économie

### Revenus
En 2018, la commune compte 115 ménages fiscaux, regroupant 259 personnes. La médiane du revenu disponible par unité de consommation est de 18 080 € (20 800 € dans le département).

### Emploi
| Division       | 2008  | 2013  | 2018  |
| -------------- | ----- | ----- | ----- |
| Commune        | 7,6 % | 7,5 % | 3,8 % |
| Département    | 6,3 % | 7,7 % | 7,7 % |
| France entière | 8,3 % | 10 %  | 10 %  |

En 2018, la population âgée de 15 à 64 ans s'élève à 158 personnes, parmi lesquelles on compte 75,8 % d'actifs (72 % ayant un emploi et 3,8 % de chômeurs) et 24,2 % d'inactifs,. En  2018, le taux de chômage communal (au sens du recensement) des 15-64 ans est inférieur à celui de la France et département, alors qu'en 2008 il était supérieur à celui du département et inférieur à celui de la France.
La commune est hors attraction des villes,. Elle compte 56 emplois en 2018, contre 64 en 2013 et 63 en 2008. Le nombre d'actifs ayant un emploi résidant dans la commune est de 114, soit un indicateur de concentration d'emploi de 49,6 % et un taux d'activité parmi les 15 ans ou plus de 53,8 %.
Sur ces 114 actifs de 15 ans ou plus ayant un emploi, 46 travaillent dans la commune, soit 41 % des habitants. Pour se rendre au travail, 72,6 % des habitants utilisent un véhicule personnel ou de fonction à quatre roues, 9,8 % s'y rendent en deux-roues, à vélo ou à pied et 17,7 % n'ont pas besoin de transport (travail au domicile).

## Culture locale et patrimoine

### Lieux et monuments
- Le lac du Bouchet.
- La croix de la Chèvre en montant au lac.
- Le pas du Diable.
- La statue en bois sculpté de Robert Louis Stevenson et son ânesse Modestine.
- L'Auberge Barriol ou dormit Stevenson (privé).
- L'ancienne église (1596) (privé).
- Les nombreuses croix en pierres dans et autour du village.
- Le vieux village et ses nombreuses maisons en pierres volcaniques typiques du Velay.
- La maison Robert dite "du chasseur" avec ses pierres sculptées.
- Le chemin de Stevenson, chemin de grande randonnée no 70 (GR 70), passe par la commune, ainsi que le GR 40 (Tour du Velay)[1].
- Nombreux sentiers de randonnée dans les environs, notamment dans la forêt du Meygal[1] ou autour du lac, qui permettent de découvrir les particularités géologiques, environnementales et sociales du lac
- Le tonneau du Garou sur le bord du lac.

### Anecdotes

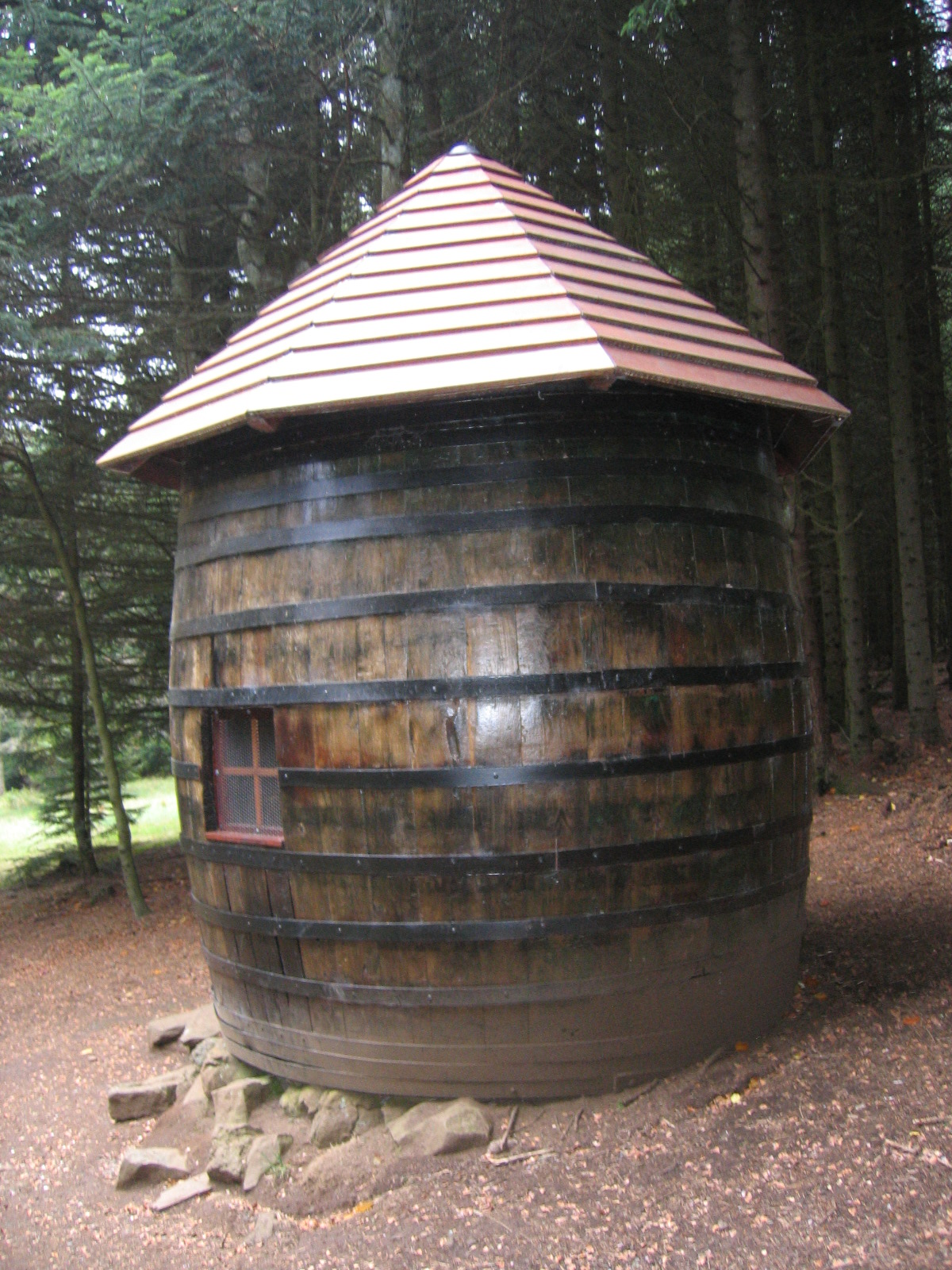
Tonneau de Garou au Bouchet-Saint-Nicolas.

Une phrase connue des Bouchitois : « Bouchiteil pic ateil ventre negre » (Les Bouchitois grattent la terre et ont le ventre noir), la cuisson des pommes de terre dans la braise n'est pas étrangère à ce dicton, car après la récolte de pomme de terre, une cuisson dans la braise de celles-ci était la bienvenue et les enfants essuyaient leurs mains noires de charbon, sur leur ventre.
Dans la forêt qui entoure le lac se trouve le sentier du Garou, dit encore de Diogène. Ce garou était un dénommée Pierre Brin qui passa  10 ans de sa vie dans un tonneau dont il avait fait tout sa résidence secondaire. Il pêchait au lac des anguilles. Son volume de 5 000 litres lui a permis d'en faire sa résidence estivale en dépit de son confort primaire. Abandonné, il est devenu un lieu d'histoire qui continue à conserver sa part de magie.

### Personnalités liées à la commune

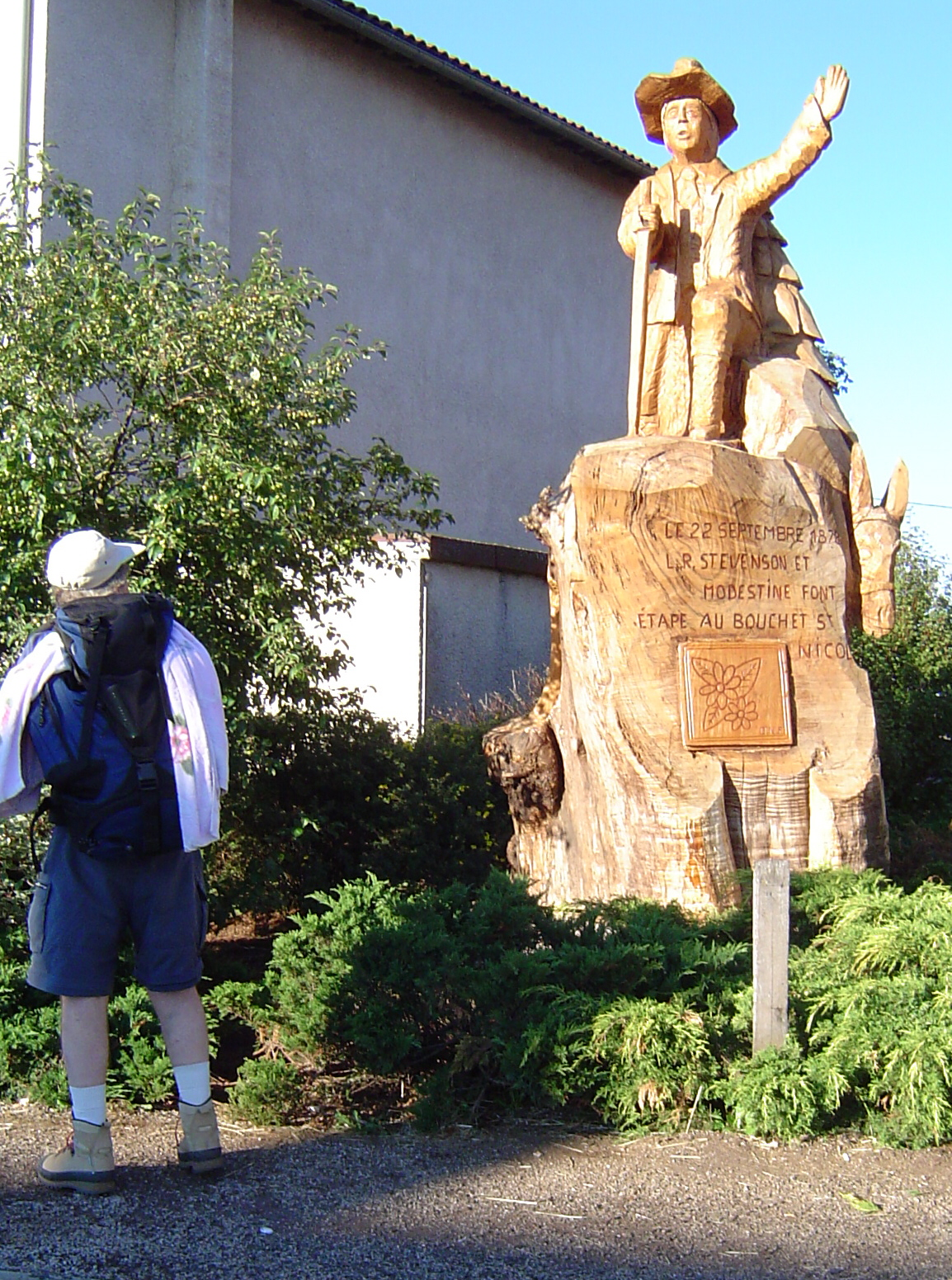
Statue de Robert Louis Stevenson dans le village

- Robert Louis Stevenson (1850-1894), écrivain écossais et un grand voyageur, connu pour ses deux romans, L'Île au trésor  et L'Étrange Cas du docteur Jekyll et de M. Hyde, passé par Le Bouchet-Saint-Nicolas dans son périple à travers les Cévennes durant l'automne 1878.

- Daniel Auteuil (1950- ), acteur, metteur en scène, auteur-compositeur-interprète, réalisateur et chanteur français, dont les parents possédaient une maison secondaire au Bouchet-Saint-Nicolas et venaient y passer des vacances régulièrement.